# Zapalasaurus
Zapalasaurus ist eine Gattung sauropoder Dinosaurier aus der Unterkreide Argentiniens. Sie wird zu den Diplodocoidea gezählt und gehört innerhalb dieser Gruppe möglicherweise zu den Rebbachisauridae. Bisher ist lediglich ein einziges, sehr fragmentarisches Skelett bekannt, das aus der Unterkreide (Oberes Barremium bis Unteres Aptium) der argentinischen Provinz Neuquén stammt. Einzige Art ist Zapalasaurus bonapartei.

## Merkmale
Wie bei allen Sauropoden handelt es sich um einen großen, vierbeinigen Pflanzenfresser mit langem Hals und Schwanz. Das einzige bekannte Skelett besteht vor allem aus einer Serie von 17 Schwanzwirbeln, die zum vorderen und mittleren Abschnitt des Schwanzes gehören, dem Becken (Darmbein, Sitzbein und Schambein), einem Fragment des Oberschenkelknochens sowie dem Schienbein. Einzigartige Merkmale (Autapomorphien) finden sich vor allem an den Schwanzwirbeln: Ihre Länge nahm zum Schwanzende hin zu, wobei der zwanzigste Schwanzwirbel etwa doppelt so lang war wie der erste. Die Dornfortsätze waren proximodistal (entlang der Mittellinie des Körpers) langgestreckt, wobei der vordere (proximale) Teil eines jeden Dornfortsatzes höher war als der hintere (distale).

## Systematik
Leonardo Salgado und Kollegen (2006) klassifizieren Zapalasaurus als den basalsten (ursprünglichsten) Vertreter der Diplodocoidea, der zwar abgeleiteter (fortgeschrittener) war als Haplocanthosaurus, aber weniger stark abgeleitet als die Rebbachisauridae. Einige jüngere Studien betrachten diese Gattung dagegen als einen Vertreter der Rebbachisauridae.

## Forschungsgeschichte, Namensgebung und Fund
Der Großteil des Fundes konnte in den Jahren 1995 und 1996 von einer paläontologischen Expedition unter der Leitung von José Bonaparte geborgen werden. Weitere Teile wurden 2004 geborgen. 2006 wurde Zapalasaurus von Forschern um Leonardo Salgado, Ismar de Souza Carvalho und Alberto Garrido erstmals wissenschaftlich beschrieben. Der Name Zapalasaurus weist auf die Stadt Zapala, in deren Nähe die Fossilien entdeckt wurden; der zweite Teil des Artnamens, bonapartei, ehrt José Bonaparte, für die Entdeckung des Fossils und für seine umfangreiche Arbeit über mesozoische Wirbeltiere.
Das Skelett (Holotyp, Exemplarnummer Pv-6127-MOZ) wurde etwa 80 km südlich der Stadt Zapala in der argentinischen Provinz Neuquén entdeckt. Es stammt aus der obersten Subformation der La-Amarga-Formation, dem Piedra-Parada-Member, und ist das erste aus dieser Subformation beschriebene Fossil. Der Ablagerungsraum dieser Sedimentgesteine wird als alluviale Überschwemmungsebene eines Flusses interpretiert.

## Belege
1. 1 2 3 4 5  Leonardo Salgado, Ismar de Souza Carvalho, Alberto C. Garrido: Zapalasaurus bonapartei, un nuevo dinosaurio saurópodo de La Formación La Amarga (Cretácico Inferior), noroeste de Patagonia, Provincia de Neuquén, Argentina. In: Geobios. Bd. 39, Nr. 5, 2006, ISSN 0016-6995, S. 695–707, doi:10.1016/j.geobios.2005.06.001.
2. ↑  Fernando E. Novas: The age of dinosaurs in South America. Indiana University Press, Bloomington IN 2009, ISBN 978-0-253-35289-7, S. 169–171.
3. ↑  Philip D. Mannion: A rebbachisaurid sauropod from the Lower Cretaceous of the Isle of Wight, England. In: Cretaceous Research. Bd. 30, Nr. 3, 2009, ISSN 0195-6671, S. 521–526, hier S. 522, doi:10.1016/j.cretres.2008.09.005.
4. ↑  José L. Carballido, Alberto C. Garrido, José I. Canudo, Leonardo Salgado: Redescription of Rayososaurus agrioensis Bonaparte (Sauropoda, Diplodocoidea), a rebbachisaurid from the early Late Cretaceous of Neuquén. In: Geobios. Bd. 43, Nr. 5, 2010, S. 493–502, hier S. 498, doi:10.1016/j.geobios.2010.01.004.